# Řásnovka
Ulice Řásnovka na Starém Městě v Praze vede od Haštalského náměstí ke křižovatce ulic Lannova, Revoluční a Štefánikův most. Nazvána je podle hejtmana strahovského kláštera Jana Řásného z Řásnova, který bydlel v sousední ulici Za Haštalem v domě č.p. 785/3. Na čísle 8 je funkcionalistický kancelářský dům, dnes tu má sídlo Technická správa komunikací hl. m. Prahy. Na ulici roste jediný památný dub ve Starém Městě, jeho věk je přibližně 165 let.

## Historie a názvy
Ulice původně měla tvar oblouku, který spojoval Haštalské náměstí s Hradební ulicí, po pražské asanaci je její tvar nepravidelný. Názvy ulice se měnily:
- 14. století - "Slávinčina" podle majitelky domu v ulici[4]
- 15. století - "Mezi krály"
- později do roku 1850 - "Šnekova" podle výrobce hracích karet, který tu měl dům
- později - "Slimákova", "Hlemýžďova", "Plžova"
- od roku 1894 - "Řásnovka".

## Budovy, firmy a instituce
- hotel Casa Marcello - Řásnovka 1[5]
- mateřská škola - Řásnovka 2 a 5[6]
- kancelářský dům - Řásnovka 8[7]